# 小行星6325
小行星6325（英語：6325）是一颗围绕太阳公转的小行星。1991年3月14日，M. Arai、H. Mori在寄居町发现了此天体。
这颗小行星的绝对星等为161.93283等。